# باشگاه فوتبال پلیموث آرگیل
باشگاه فوتبال پلیموث آرگیل (به انگلیسی: Plymouth Argyle Football Club) یک باشگاه فوتبال حرفه‌ای در شهر پلیموث، در کشور انگلستان است که در سال ۱۸۸۶ میلادی تأسیس شده. برای فصل ۲۲–۲۰۲۱، این تیم در لیگ یک، سطح سوم از فوتبال انگلستان، رقابت می‌کند. از سال ۱۹۰۱ در هوم پارک، معروف به «تئاتر سبزها» بازی کرده‌اند. آرگیل یکی از دو باشگاه شهرستان دوون است که در لیگ فوتبال رقابت می‌کند، دیگری اکسترسیتی، رقیب محلی‌شان است.
زائران، لقب این باشگاه است و از گروه مذهبی انگلیسی گرفته شده که در سال ۱۶۲۰ پلیموث را به قصد بر جدید ترک کردند. نشان باشگاه کشتی می‌فلاور است، همان کشتی‌ای که این زائران را به ماساچوست برد. این باشگاه در طول تاریخ خود عمدتاً در رنگ‌های سبز و سفید بازی کرده است، به استثنای چند مورد در اواخر دهه ۱۹۶۰ و اوایل دهه ۱۹۷۰ که سفید، رنگ انتخابی آنها بود. سایه تیره‌تر از سبز، که توسط برخی به عنوان سبز آرگیل توصیف می‌شود، در فصل ۰۲–۲۰۰۱ به کار گرفته شد و از آن زمان تاکنون مورد استفاده قرار گرفته است.  آنها جنوبی‌ترین و غربی‌ترین باشگاه لیگ انگلستان و تنها باشگاه حرفه‌ای با نام آرگیل هستند. این تیم ۹ فوریه ۲۰۲۵ با یک گل تیم لیورپول را از جام حذفی کنار گذاشت.

## افتخارات
| افتخارات                                                              | افتخارات                                | افتخارات                                                                    | افتخارات                                    |
| رقابت                                                                 | قهرمانی                                 | نائب‌قهرمانی                                                                 | سایر عناوین                                 |
| لیگ                                                                   | لیگ                                     | لیگ                                                                         | لیگ                                         |
| --------------------------------------------------------------------- | --------------------------------------- | --------------------------------------------------------------------------- | ------------------------------------------- |
| دسته ۳ لیگ فوتبال جنوبی/ دسته ۳ لیگ فوتبال/ دسته ۲ لیگ فوتبال (سطح ۳) | (۴): ۳۰–۱۹۲۹، ۵۲–۱۹۵۱، ۵۹–۱۹۵۸، ۰۴–۲۰۰۳ | (۸): ۲۲–۱۹۲۱، ۲۳–۱۹۲۲، ۲۴–۱۹۲۳، ۲۵–۱۹۲۴، ۲۶–۱۹۲۵، ۲۷–۱۹۲۶، ۷۵–۱۹۷۴، ۸۶–۱۹۸۵ | ---                                         |
| دسته ۳ لیگ فوتبال (سطح ۴)                                             | (۱): ۰۲–۲۰۰۱                            | ---                                                                         | ---                                         |
| لیگ دو (سطح ۴)                                                        | ---                                     | (۱): ۱۷–۲۰۱۶                                                                | مقام سوم و صعود به دسته بالاتر (۱): ۲۰–۲۰۱۹ |
| پلی‌آف دسته ۳ لیگ فوتبال (سطح ۴)                                       | (۱): ۹۶–۱۹۹۵                            | ---                                                                         | ---                                         |
| لیگ فوتبال جنوبی                                                      | (۱): ۱۳–۱۹۱۲                            | (۲): ۰۸–۱۹۰۷، ۱۲–۱۹۱۱                                                       | ---                                         |
| لیگ فوتبال غربی                                                       | (۱): ۱۳–۱۹۱۲                            | ---                                                                         | ---                                         |
| لیگ فوتبال غربی بی                                                    | ---                                     | (۱): ۰۷–۱۹۰۶                                                                | ---                                         |
| لیگ منطقه‌ای جنوب غرب                                                  | (۱): ۴۰–۱۹۳۹                            | ---                                                                         | ---                                         |
| رقابت‌های جام                                                          |                                         |                                                                             |                                             |
| جام حذفی                                                              | ---                                     | ---                                                                         | نیمه‌نهایی (۱): ۸۴–۱۹۸۳                      |
| جام اتحادیه                                                           | ---                                     | ---                                                                         | نیمه‌نهایی (۲): ۶۵–۱۹۶۴، ۷۴–۱۹۷۳             |
| فهرست کامل دستآوردهای پلیموث آرگیل                                    |                                         |                                                                             |                                             |

## پاورقی
1. ↑  Theatre of Greens